# Parc Forestal de Monsanto
El Parc Forestal de Monsanto es troba a la serra de Monsanto, al municipi de Lisboa. Té una àrea de 1.000 hectàrees sotmeses al règim forestal total, prop del 10% del municipi de Lisboa, que enclouen el territori de set freguesies: Benfica, Sâo Domingos de Benfica, Campolide, Campo de Ourique, Belém, Ajuda, Alcântara, Avenidas Novas.
És el principal pulmó de la capital portuguesa, el major parc forestal portugués i un dels majors europeus. Inclou espais lúdics que proporcionen als habitants i visitants algunes activitats com ara esports extrems, caminades, activitats a l'aire lliure, teatre, concerts, fires, exposicions i vistes úniques sobre la ciutat de Lisboa i municipis limítrofs, l'estuari del Tejo i l'Atlàntic.

## Corredor Verd de Monsanto
El Corredor Verd de Monsanto permet accedir cte al Parc a vianants i ciclistes provinents de la Baixa de Lisboa i del Parc Eduardo VII.

## Història

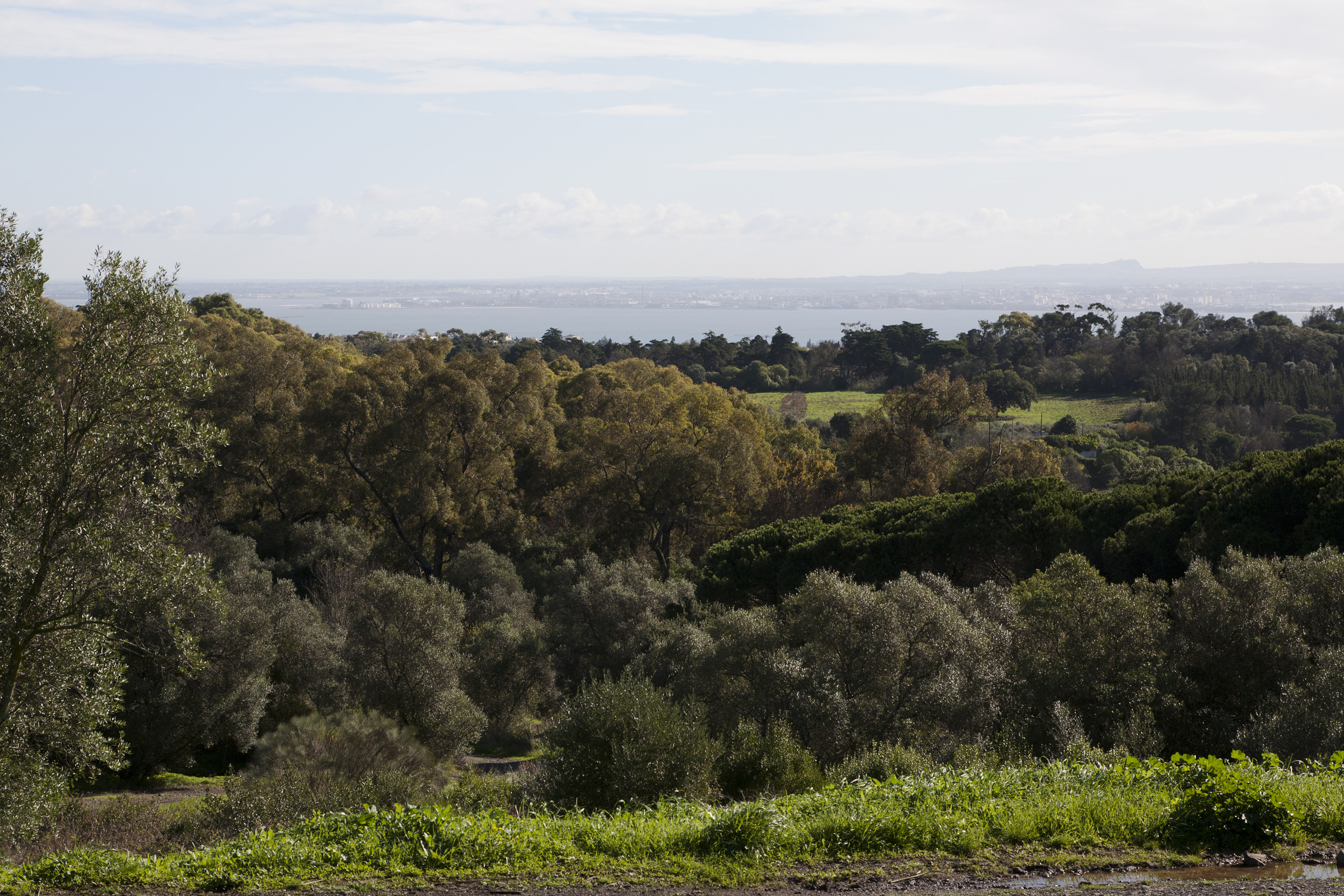
Vista del riu Tejo i del marge sud des del Parc Forestal de Monsanto

Al segle xix, la serra de Monsanto era coberta de conreus i pastures per al ramat. La importància de la producció de cereals la testimonien molts molins de vent. Tenia també diverses pedreres en activitat, d'on s'extreia la matèria primera per a la creixent demanda urbanística de la Lisboa de llavors.
El 1868 l'enginyer forestal João Maria de Magalhães defensa per primera vegada la utilitat d'arbrar el que seria el Parc Forestal de Monsanto, per a benefici del clima i del paisatge de Lisboa. Però només al 1929 es crea la primera comissió per fer un pla d'arbratge de la serra de Monsanto.
La primera iniciativa en parteix del ministre d'Agricultura, el tinent coronel Linhares de Lima, que crea una altra comissió per a elaborar el projecte. El seu objectiu era «(…) millorar el clima de la ciutat, protegint-la dels vents i beneficiant-la amb un parc monumental (…)».
L'enginyer de la Cambra Municipal, António Abrantes refereix el pla en què «tota la serra s'arbrarà respectant només l'entorn dels semàfors, una zona indispensable per garantir-ne l'eficiència. Els molins que abunden a la serra s'aprofitaran per a petites cases de te (…) i al voltant d'aquest gran parc, hi haurà una avinguda d'onze quilòmetres d'extensió (…) que connectarà amb el futur Estadi Nacional i tindrà comunicació amb (…) la plaça de la Torre de Belém». El projecte, però, mai arribà a efectuar-se.
En 1934 es promulga el Decret Llei núm. 24625, pel llavors ministre d'Obres Públiques l'enginyer Duarte Pacheco, llei que proposa la creació del Parc Forestal de Monsanto establint un termini de sis mesos per a elaborar-ne el projecte, i defineix un règim d'expropiacions inèdit a Portugal. El 1938, tot i que el termini establert per la llei creada per Duarte Pacheco ja haja expirat, es contracta l'arquitecte Francisco Keil do Amaral per al projecte, i el parc comença a ser una realitat. El projecte d'arbratge va a càrrec de l'enginyer Joaquim Rodrigo, sota l'orientació de l'enginyer Jorge Gomes de Amorim, cap del Departament de Parcs i Jardins de la CML.
El jovent de Lisboa s'ajuntà amb els treballadors d'aquells terrenys i amb els forçats presoners del Forte de Monsanto, i hi plantaren arbres de creixement ràpid com ara Acacia melanoxylon i Eucaliptus globulus lab. També hi plantaren Pinus pinea, Pinus halepensis i Cupressus lusitanicus i espècies típiques del bosc portugués, com ara Quercus faginea, o Quercus suber i Quercus rotundifolia.

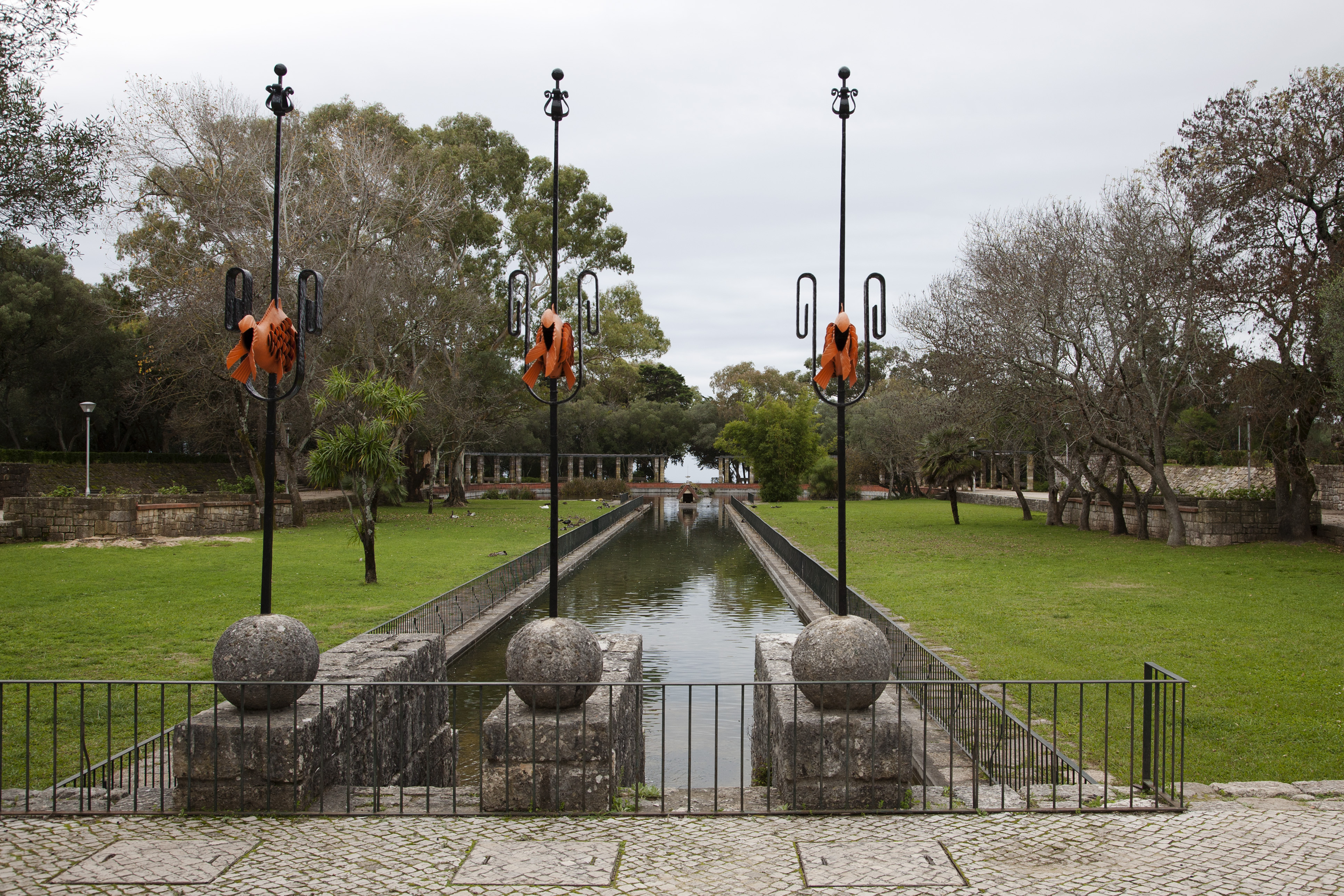
Jardí de Montes Claros, Monsanto (arq. Keil do Amaral)

A Monsanto, Keil do Amaral trià la imatge de bosc salvatge interromput només per recorreguts essencials. Respecte a la metodologia, fou el Boschplan, a Amsterdam, encara en execució quan Keil do Amaral el va visitar, el que més li interessà.
Actualment, el Parc Forestal de Monsanto té unes 900 ha; arribà a tenir-ne 1.000 però hagué de cedir al 2005 una extensa franja per a la Radial de Benfica. S'assisteix a Lisboa les obres que posen en pràctica el Pla del Corredor Verd, pensat per l'arquitecte paisatgista Gonçalo Ribeiro Telles feia més de trenta anys.

### Parcs
- Mata de Sâo Domingos
- Zona Recreativa de Calhau
- Parc d'Alvito
- Parc de Pedra
- Parc del Molí de Penedo
- Vila Guiné
- Parc d'Alto da Serafina
- Parc dels Molins de Santana

## Molins de Monsanto

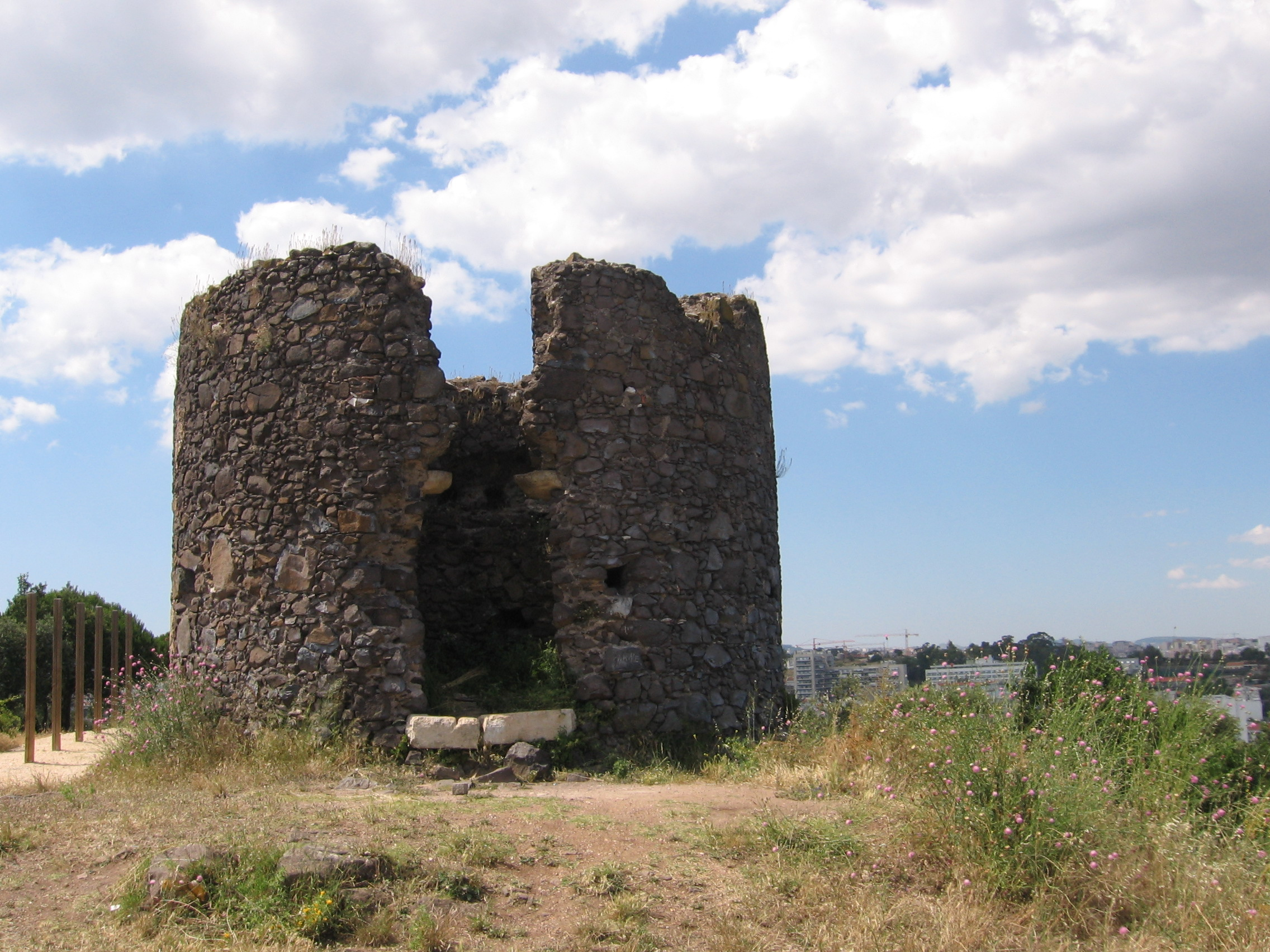
Molí de Tres Cruzes

La serra de Monsanto presenta condicions d'exposició al vent que propiciaren una important activitat molinera. Al 1762 hi havia desenes de molins de vent al camí que connectava Junqueira i Belém a Monsanto. Aquest nombre va créixer fins a mitjan segle xix, amb un màxim de prop de 75 actius, i després patiren un ràpid declivi.
El Molí do Penedo en fou el darrer, al 1925.
Encara hi resten aquests molins:
- Molí do Penedo o do Alferes;
- Molins do Mocho;
- Molins de Santana;
- Molins del Barri de Caramão;
- Molins do Casalinho da Ajuda;
- Molí de Tres Cruzes o do Calhau;
- Molí de Caselas.

## Pedreres de Monsanto
La serra de Monsanto subministrà molta pedra calcària emprada en l'expansió de la Lisboa del segle xix.
Les pedreres ja no estan actives; cobertes de vegetació, a penes són visibles.

## Camp atrinxerat de Lisboa
La serra de Monsanto incloïa a l'oest l'anomenat Camp Atrinxerat de Lisboa, compost per forts, reductes, bateries i altres fortificacions, aixecat entre el final del segle xix i la primeria del XX per a la defensa de Lisboa.
Al gener del 1919, Monsanto fou escenari de l'Escalada de Monsanto, combats entre les forces republicanes i de voluntaris, i les forces monàrquiques que havien ocupat els cims de la serra. Aquest episodi s'integrà en el moviment de restauració monàrquica dirigit per Paiva Couceiro.
En un dels vessants es troba, encara, el Palau dels Marquesos de Fronteira.

## Galeria d'imatges

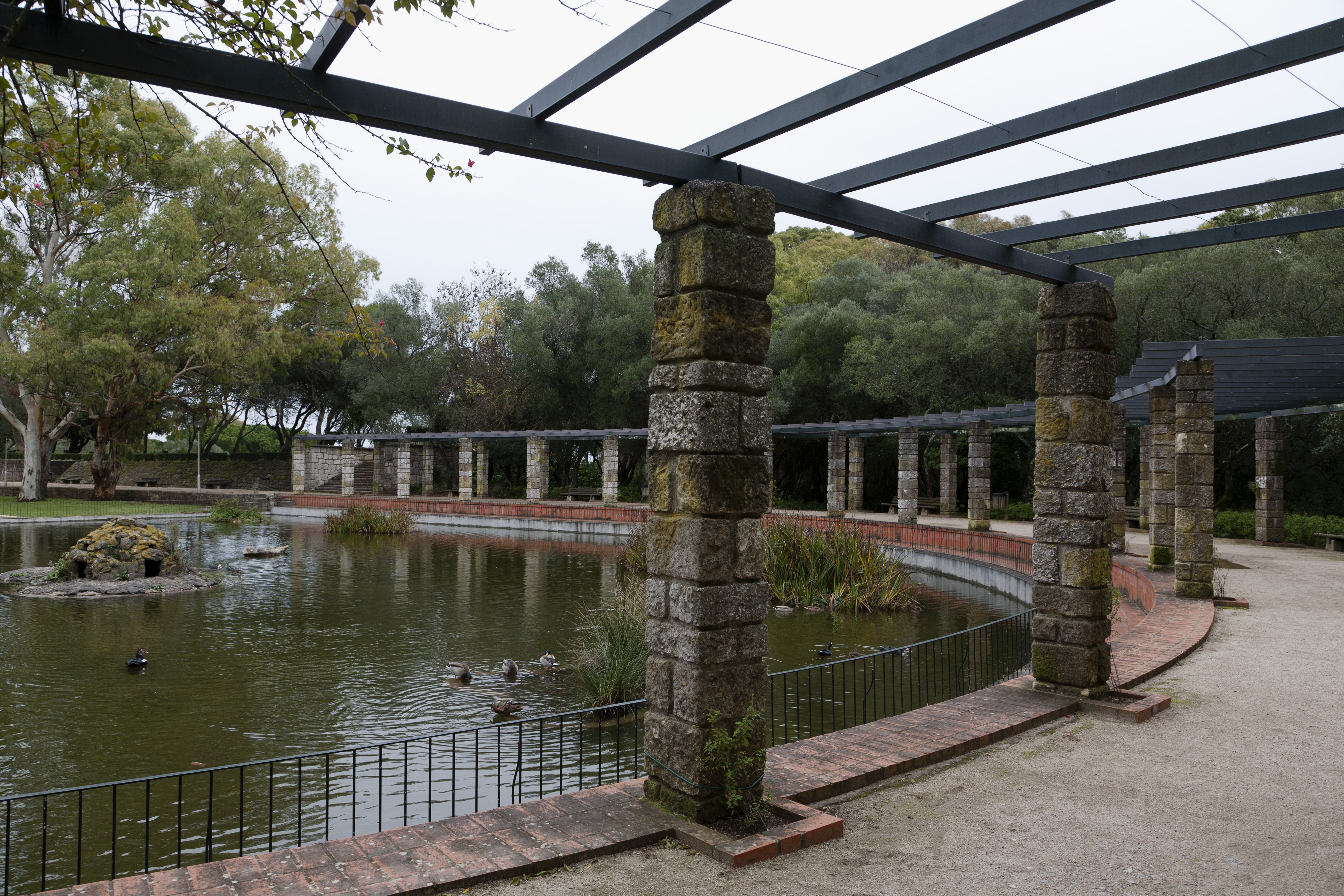
Jardí de Montes Claros, Monsanto, Lisboa (arq. Keil del Amaral)
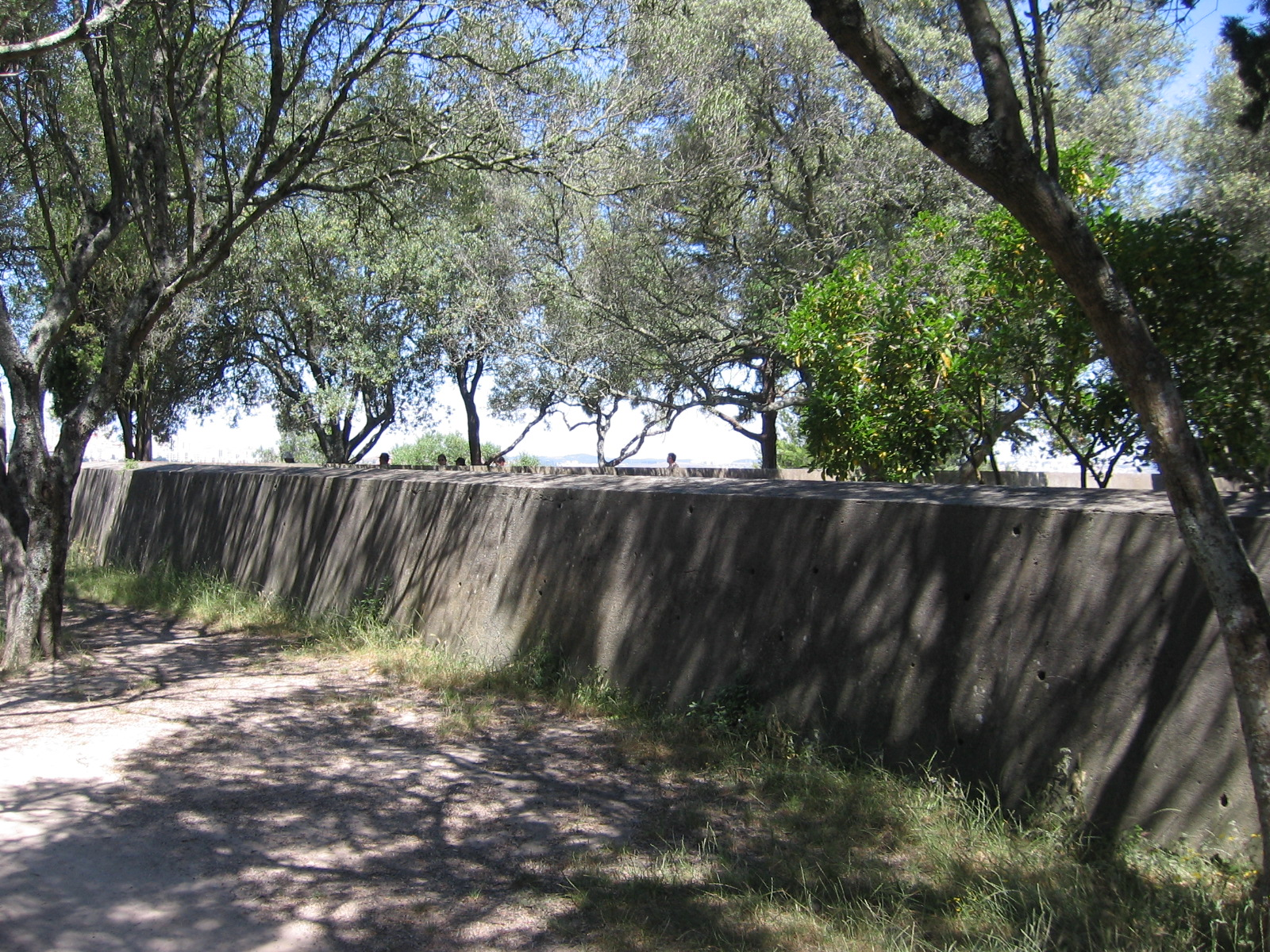
Reducte de Luneta dels quarters
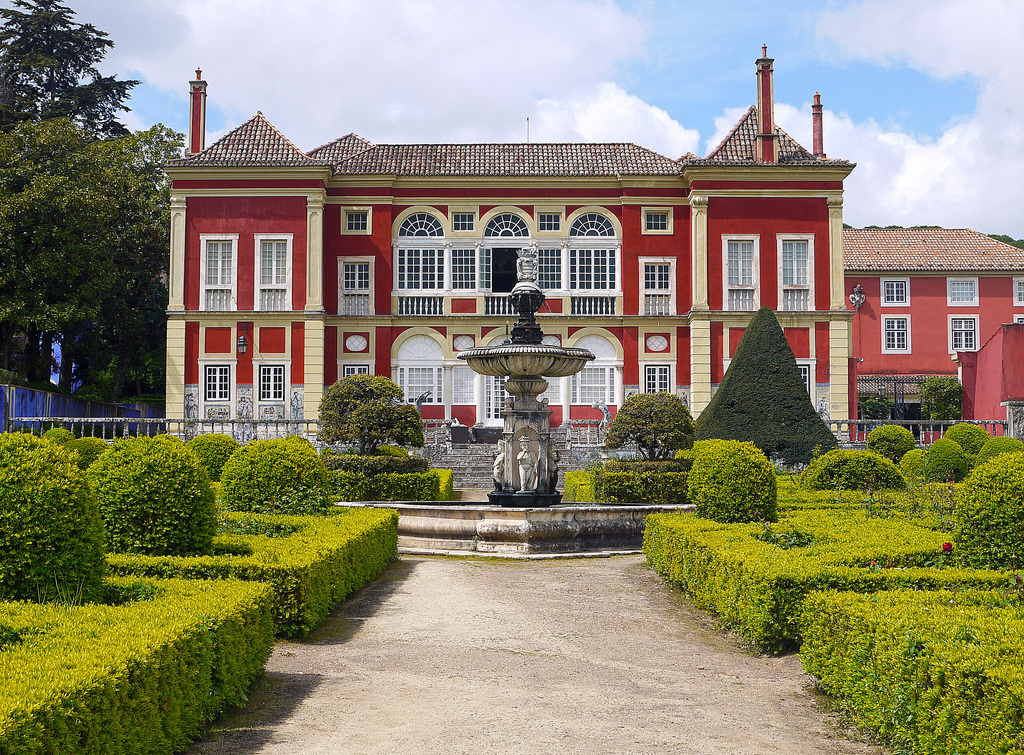
El Palau Fronteira en l'actualitat.
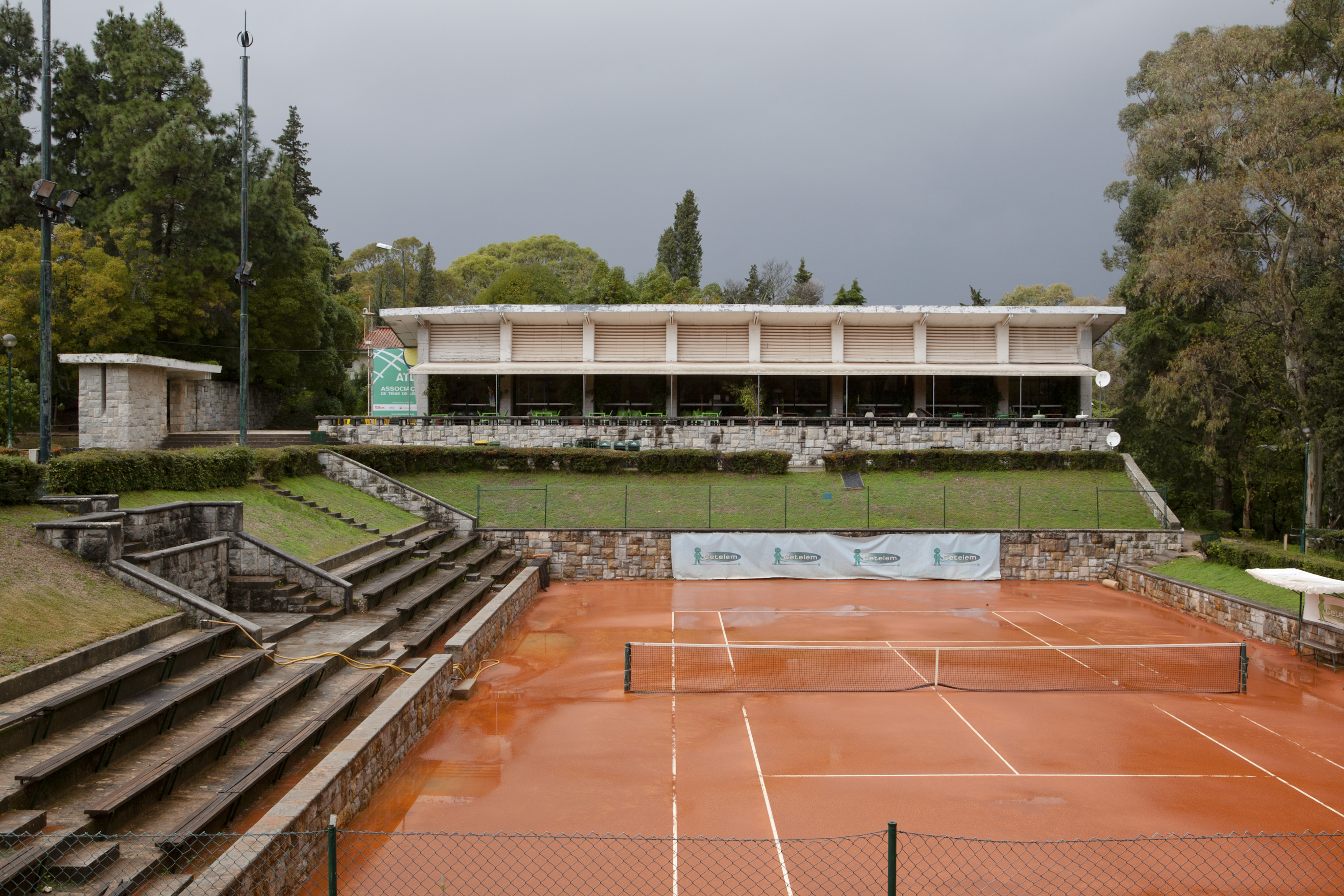
Club de tennis (arq. Keil do Amaral)
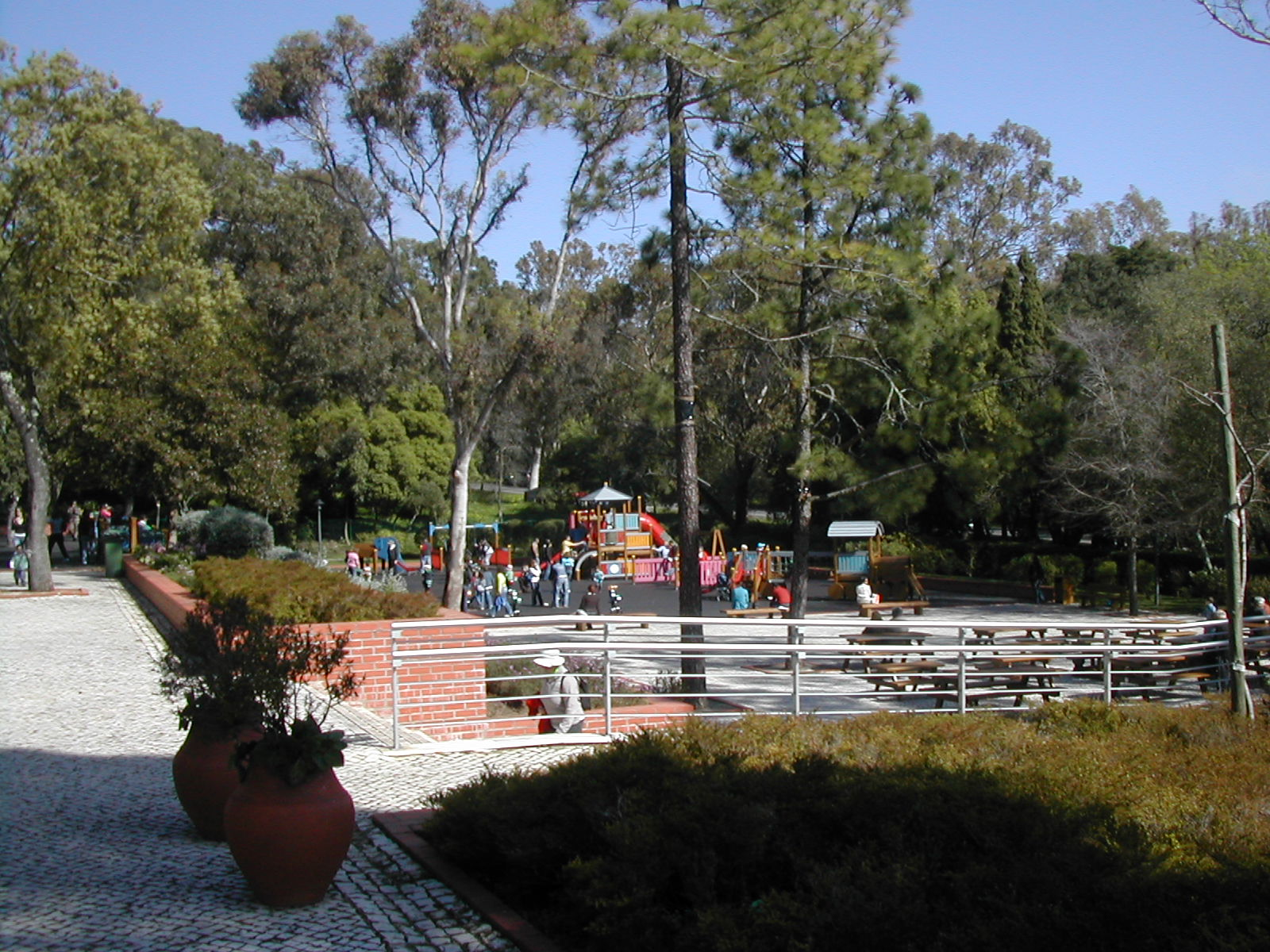
Parc d'Alvito.
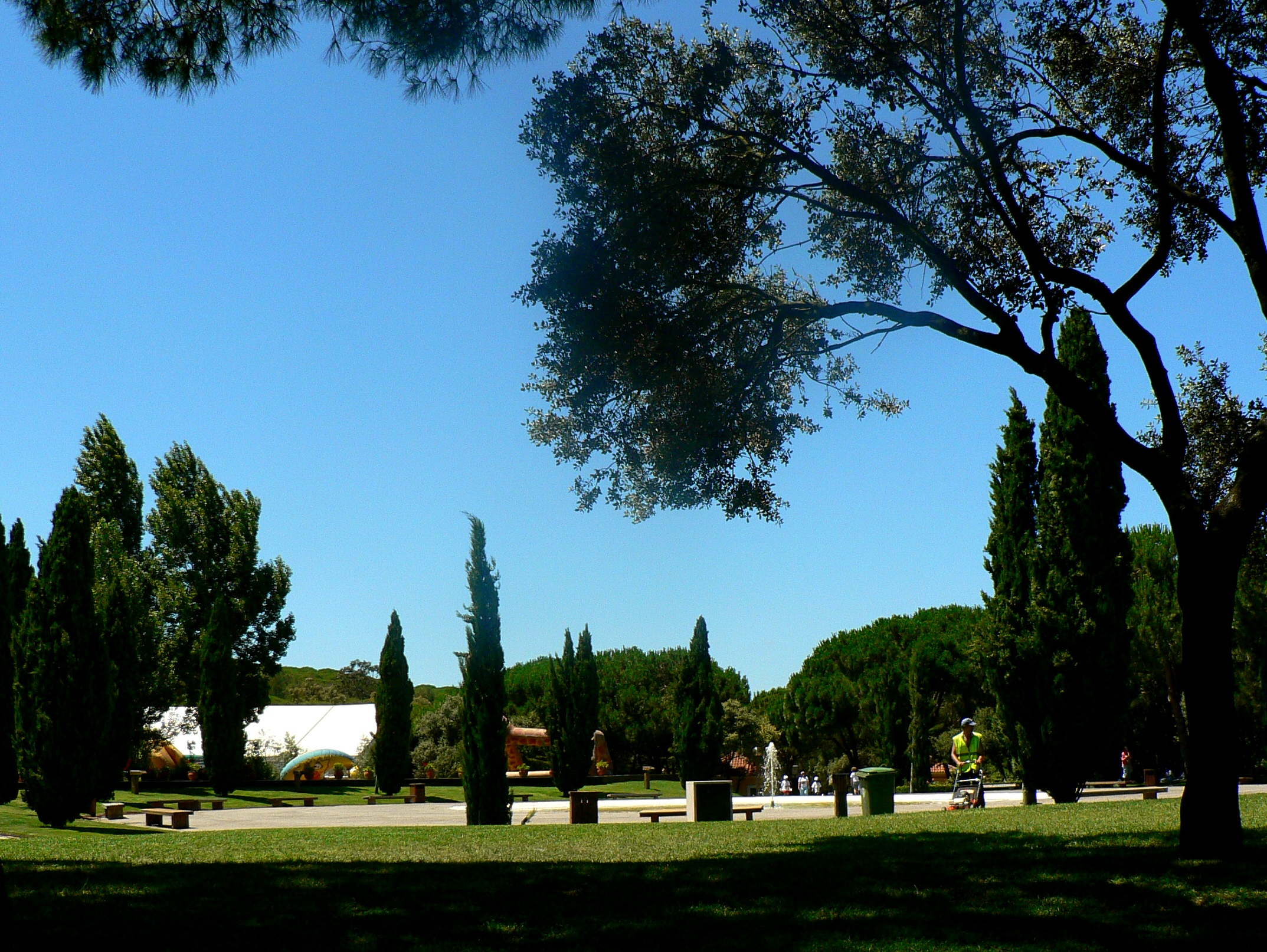
Parc d'Alto da Serafina.
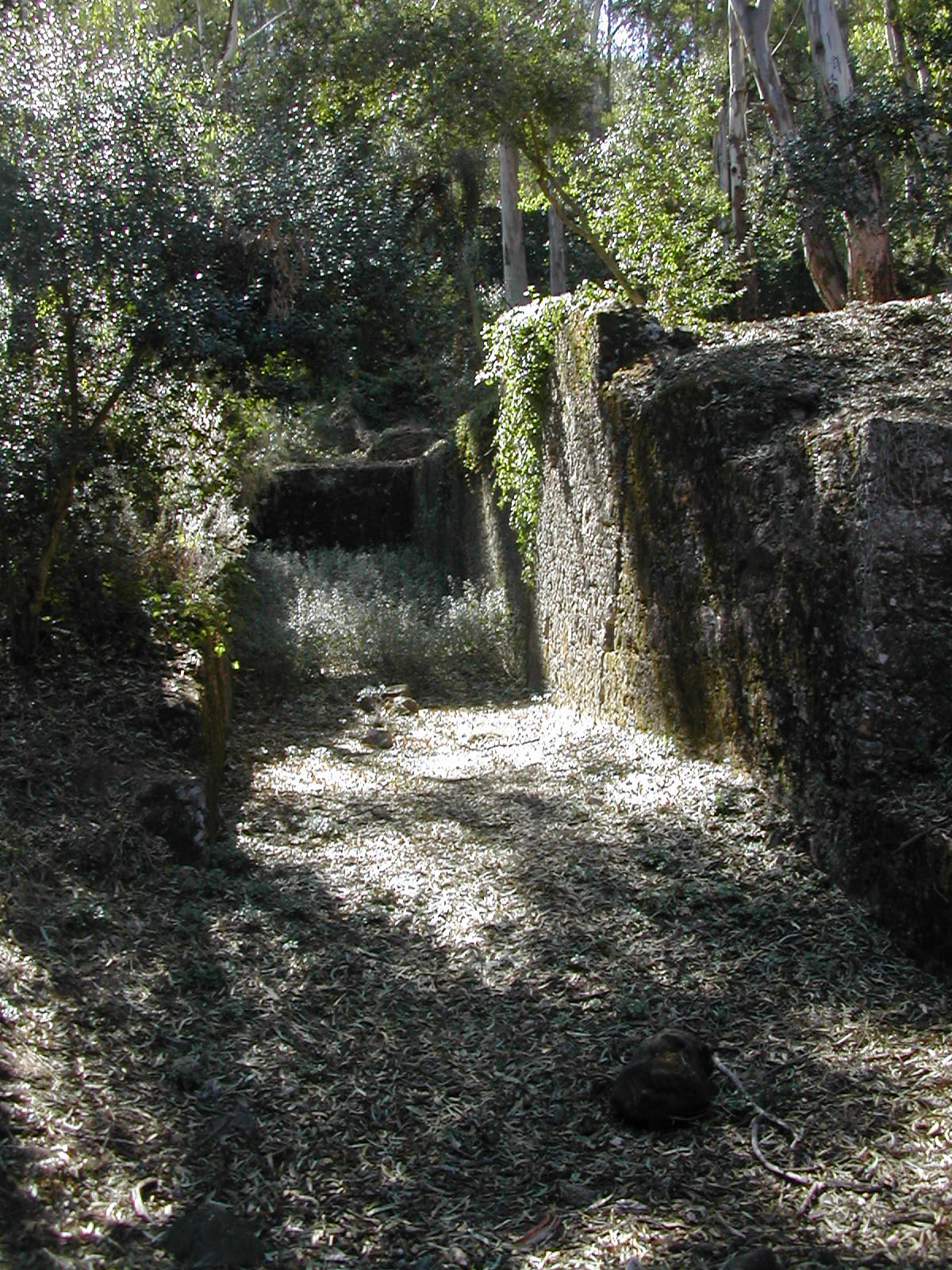
Antiga estructura de recollida de pedres.
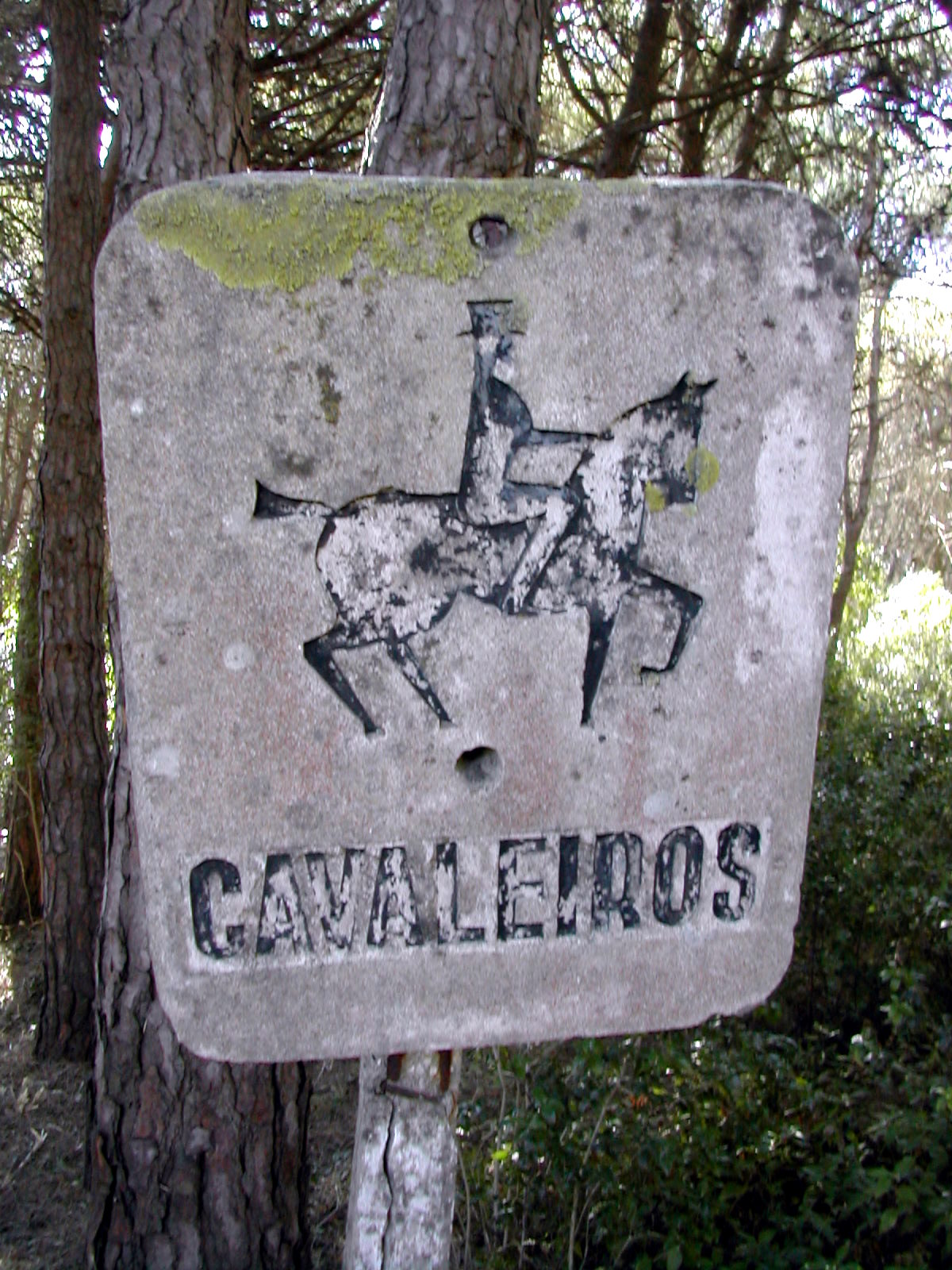
Senyal de pista de genets del projecte original de Monsanto.